# Benjamin Whittaker
Benjamin Whittaker (Darlaston, 6 de junho de 1997) é um boxeador britânico, medalhista olímpico.

## Carreira
Whittaker conquistou a medalha de prata nos Jogos Olímpicos de Verão de 2020 em Tóquio como representante da Grã-Bretanha, após confronto na final contra o cubano Arlen López na categoria peso meio-pesado. Atormentado com a derrota pelo ouro, se recusou a usar sua medalha na cerimônia de premiação; no entanto, ele jurou que voltaria para consegui-lo.